# Madonna col Bambino, la Trinità, sant'Agostino e sant'Atanasio d'Alessandria
La Madonna col Bambino, la Trinità, sant'Agostino e sant'Atanasio d'Alessandria è un dipinto a tempera su tavola (272 × 180 cm) di Luca Signorelli, databile al 1510 e conservato nella Galleria degli Uffizi a Firenze.

## Storia e descrizione
La grande tavola è una sacra conversazione con al centro la Madonna col Bambino, affiancata da due arcangeli e due santi vescovi, con in alto, entro un nimbo di cherubini, la Trinità.
A sinistra di Maria si vede san Michele Arcangelo, vestito come un guerriero romano, con in mano la bilancia, con cui soppesa le anime, e la lancia; a destra l'Arcangelo Gabriele con in mano il giglio e un cartiglio che riporta l'inizio della frase usata durante l'annunciazione: AVE MARIA GRATI[A PLENA]. In basso si vedono, seduti, sant'Agostino e sant'Atanasio d'Alessandria; quest'ultimo venne identificato grazie al versetto leggibile sulla pergamena. Entrambi indossano ricche pianete con ricami di storie evangeliche.
In alto un robusto Crocifisso, tipicamente signorelliano, è tenuto da Dio Padre ed è sormontato dalla colomba dello Spirito Santo.
La serrata composizione deriva da esempi di Perugino ed appare ormai attardata, in anni in cui Raffaello aveva già rivoluzionato il tema. Anche la sciarpa a righe che indossa la Vergine è un motivo degli ultimi decenni del Quattrocento. Alla qualità pittorica non altissima e alla composizione troppo affollata e pesante l'artista bilanciò una profusione di dettagli decorativi che rendono l'opera appariscente e sfarzosa, assecondando probabilmente il gusto dei committenti di provincia, tra Marche, Umbria e Toscana orientale, per la quale lavorò negli anni della vecchiaia.
L'opera era dotata di una predella con Storie della Passione di Cristo, oggi staccata e pure conservata agli Uffizi. Gli episodi sono: 
- Ultima Cena
- Flagellazione
- Orazione nell'orto